# خورخه لارنا
خورخه لارنا (انگلیسی: Jorge Larena؛ زادهٔ ۲۹ سپتامبر ۱۹۸۱) بازیکن فوتبال اهل اسپانیا است.
از باشگاه‌هایی که در آن بازی کرده‌است می‌توان به باشگاه فوتبال اتلتیکو مادرید، باشگاه فوتبال اوئسکا، باشگاه فوتبال رکریتیوو اوئلوا، باشگاه فوتبال لاس پالماس، و باشگاه فوتبال سلتاویگو اشاره کرد.
وی همچنین در تیم ملی فوتبال زیر ۲۱ سال اسپانیا بازی کرده‌است.